# Besøgstæller
En besøgstæller er et computerprogram og/eller et script som bruges af hjemmesideejere til at overvåge de besøgende på en websted. Hovedformålet med en besøgstæller er, at man kan se hvor mange besøgende den pågældende hjemmeside har hver dag, men mange tællere er blevet udviklet til også at kunne se hvilke referende hjemmesideadresser en hjemmeside har, samt hvilke søgemaskiner og søgeord en hjemmeside er fundet på.
| Software | Spire Denne artikel om software og programmering er en spire som bør udbygges. Du er velkommen til at hjælpe Wikipedia ved at udvide den. |